# Meunieriella gairae
Meunieriella gairae är en tvåvingeart som beskrevs av Wunsch 1979. Meunieriella gairae ingår i släktet Meunieriella och familjen gallmyggor.
Artens utbredningsområde är Colombia. Inga underarter finns listade i Catalogue of Life.